# 報恩法住寺雙獅子石燈

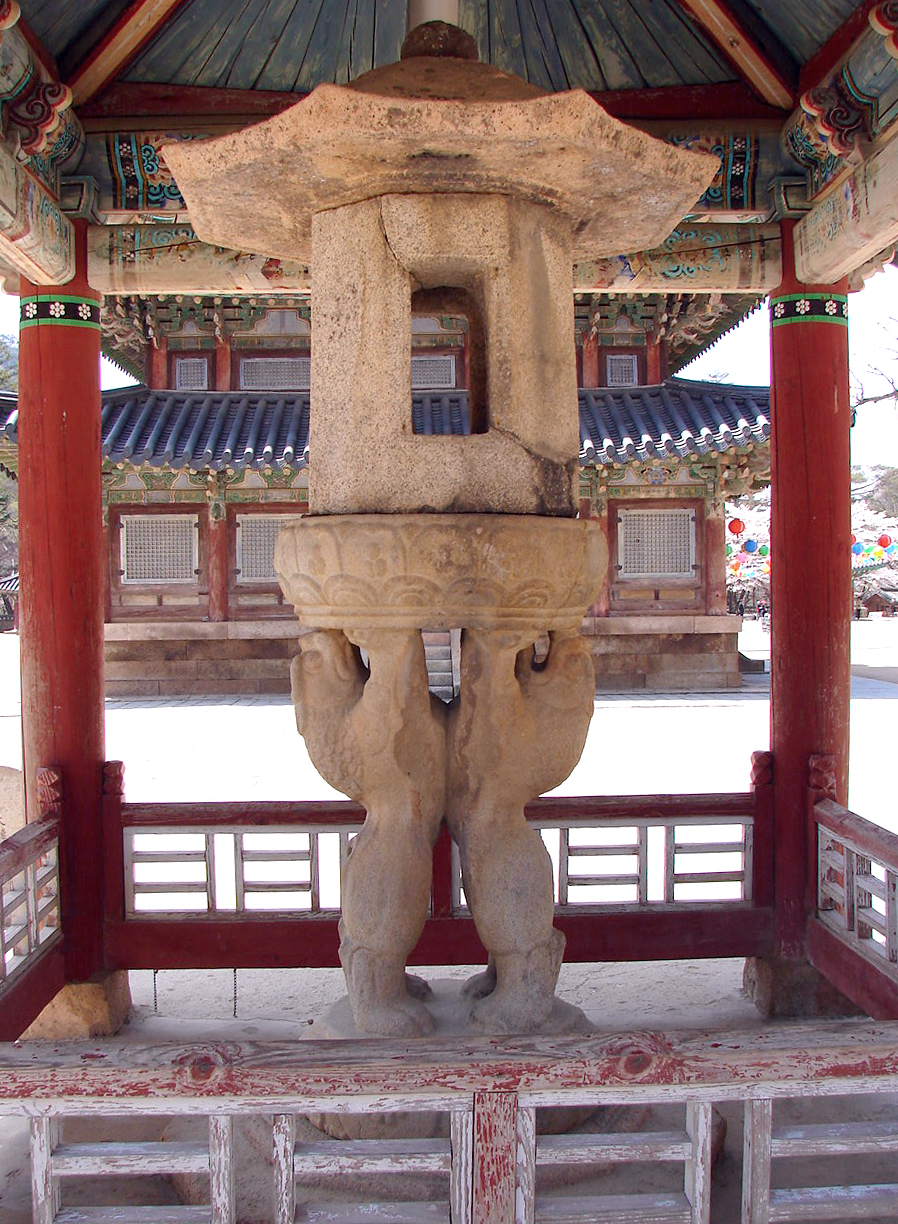
報恩法住寺雙獅子石燈

報恩法住寺雙獅子石燈（韓語：보은 법주사 쌍사자 석등），為新羅時代真興王（540年-576年統治）建造於忠清北道報恩郡俗離山法住寺內的石燈。1962年12月20日，被指定為大韓民國國寶第5號。

## 歷史沿革
報恩形象之美稱的法住寺，位居俗離山腳，是新羅真興王十四年（553年），由沙門信義和尚自天竺求得佛法歸國，取得白騾馱經後駐世於此，寺名之意為願佛法長住，故取名「法住寺」。後來幾經重複翻修，寺內大雄寶殿供奉法身毗盧遮那佛、報身盧舍那佛、化身釋迦牟尼佛，後為八相殿是塔式的木造建築，裡面有八相圖，氣勢非常雄偉。穿過八相殿可以看見兩隻獅子托著石燈的雙獅子石燈籠。
據傳寺中這盞獅子石燈籠興建於新羅時代真興王19年（720年）。是石獅子中最古老，也最具獨特的石雕。這對獅子站在一起，彼此面對，用前腳支撐八角光明石燈，後腳踩踏八角石板，上下兩塊石頭均刻著蓮花圖騰，象徵著祈求佛陀加持光明，消災解難痛苦的光明